# Rattlesnake Springs
Pour les articles homonymes, voir Rattlesnake.
Rattlesnake Springs est une source du comté d'Eddy, dans le sud-est du Nouveau-Mexique, aux États-Unis. Elle est située à 1 107 mètres d'altitude au sein du parc national des grottes de Carlsbad. Ses eaux sont pompées par la station dite Rattlesnake Springs Pump House, laquelle est protégée au sein du district historique de Rattlesnake Springs, comme d'autres constructions voisines.